# 大腿深動脈
大腿深動脈（だいたいしんどうみゃく、profunda femoris artery, deep femoral artery）とは、大腿動脈 (femoral artery) から分岐する動脈である。複数の枝を出し、いずれも大内転筋の腱を通過して大腿背側に廻る。

## 枝
第一枝は短内転筋と恥骨筋の間を通る。第二枝は短内転筋を貫く。第三枝は短内転筋の下を通る。第四枝は膝窩に至る。